# Струїно
Стру́їно (болг. Струино) — село в Шуменській області Болгарії. Входить до складу общини Шумен.

## Населення
За даними перепису населення 2011 року у селі проживали 328 осіб.
Національний склад населення села:
| Національність   | Кількість осіб | Відсоток |
| ---------------- | -------------- | -------- |
| болгари          | 122            | 37,4%    |
| цигани           | 116            | 35,6%    |
| турки            | 85             | 26,1%    |
| інша             | 3              | 0,9%     |
| не визначились   | 0              | 0%       |
| Всього відповіли | 326            |          |

Розподіл населення за віком у 2011 році:
Динаміка населення: